# Pseudophryne guentheri
Pseudophryne guentheri é uma espécie de anfíbio da família Myobatrachidae.
É endémica da Austrália.
Os seus habitats naturais são: florestas temperadas, matagal de clima temperado, matagais mediterrânicos, rios intermitentes, pântanos, marismas intermitentes de água doce, terras aráveis e pastagens.